# Joseph Allen
Joseph Percival Allen IV (Crawfordsville, 27 de junho de 1937) é um ex-astronauta norte-americano. Ele acumulou mais de 3.000 horas de voo em aeronaves a jato.

## Biografia
Formado em matemática e física, trabalhou como pesquisador em física nuclear antes de seu ingresso na NASA, para a qual foi selecionado como cientista-astronauta em agosto de 1967. Completando o curso de pilotagem na base da Força Aérea de Vance, em Oklahoma, serviu como cientista integrando a tripulação de apoio em terra à missão Apollo 15, em julho de 1971.
Servindo como assistente administrativo para Assuntos legislativos da NASA em Washington, D.C. entre 1975 e 1978, Allen retornou a Houston após este período como astronauta-cientista senior, passando a integrar o grupo de desenvolvimento de operações de missões. Serviu como tripulante reserva de apoio do primeiro teste orbital do ônibus espacial e foi o controlador de voo em terra desta missão, além de atuar como assistente técnico do diretor-geral de operações de vôo em 1980 e 1981.
Allen integrou a tripulação do primeiro vôo totalmente operacional do programa do ônibus espacial, a STS-5 na Columbia, lançada ao espaço em 11 de novembro de 1982. Primeira missão com mais de dois tripulantes do ônibus espacial, demonstrou com sucesso as condições de operação da nave em órbita, lançando ao espaço dois satélites de comunicações de sua área de carga, numa missão de cinco dias.
Dois anos depois, em novembro de 1984, ele voltou ao espaço como especialista de missão da STS 51-A, o segundo voo da nave Discovery. Além de colocar mais dois satélites em órbita, esta missão realizou o primeiro salvamento bem sucedido no espaço, capturando e recolhendo dois satélites defeituosos em órbita baixa, trazendo-os de volta para conserto. Em suas duas missões, Allen atingiu um total de 314 horas no espaço.
Após deixar a NASA, ele passou a trabalhar como executivo na iniciativa privada ligada à tecnologia espacial, até sua aposentadoria em 2004.